# Путиловичі (зупинний пункт)
Пути́ловичі — пасажирський залізничний зупинний пункт Коростенської дирекції Південно-Західної залізниці розташований на одноколійній, неелектрифікованій лінії Коростень — Олевськ.
Розташований у селі Путиловичі Лугинського району Житомирської області між станціями Лугини (13 км) та Білокоровичі (12 км).
На зупинному пункті зупиняються приміські поїзди.